# Анастасий I (Византийска империя)
Вижте пояснителната страница за други личности с името Анастасий I.
За други личности с това име виж Анастасий.
Флавий Анастасий (на гръцки: Ἀναστάσιος Α΄; на латински: Flavius Anastasius) e източноримски (византийски) император от 11 април 491 до 9/10 юли 518 г. Последен представител на т.нар. Тракийска династия („Династията на Лъв“). Управлява под името Анастасий I. Наречен е Дикор (на гръцки: Δίκορος) заради различния цвят на очите му – кафяво и синьо.

## Произход и възцаряване
Роден в Драч (сега Дуръс, Албания), Анастасий произхожда от знатна фамилия.
Анастасий е консул през 492, 497 и 507 г.  Висш служител в императорския дворец, отговарящ за церемониала, и опитен администратор, Анастасий се възкачва на византийския престол, когато е на около 60 години, избран за съпруг от императорската вдовица Елия Ариадна. На 11 април 491 г., 2 дена след смъртта на Зенон Исавриеца, Анастасий е обявен за император от войските и народа в столицата. Елия Ариадна го провъзгласява за август и малко след това се омъжва за него.

## Управление
При царуването на Анастасий I разделението на обществото в Константинопол на двете основни циркови партии започва да се чувства много по-силно и намира израз в съперничеството между разните фракции, които се формират около конните надбягвания на Хиподрума. „Сините“ са наследници на старата и традиционна римска аристокрация, а „зелените“ произхождат от нови прослойки, домогващи се до постове и власт. Императорът подкрепя повече „Зелените“, чрез редица данъчни и финансови реформи - променя паричната система и премахва голяма част от данъчните задължения на търговците към държавата, като по този начин значително подобрява положението им, както и икономиката и държавните финанси. В края на управлението му имперското съкровище възлиза на 320 хиляди фунта (над 100 тона) злато.
Обаче по-късно е винен от противниците си за тях и му е вменена съпричастност към монофизитизма, характерно за „Зелените“ религиозно течение, обявено за ерес. Това става повод за недоволство и размирици (бунт сред народа в Константинопол през 512 г. довежда до публичен опит на императора да абдикира, но размириците утихват без употребата на военна сила) и за избухване на гражданска война (от 513 г. нататък).
Управлението на Анастасий I е изпълнено с отбранителни войни. След възкачването му императорските войски потушават въстанието в Мала Азия (т.нар. Исаврийска война 492 – 497) на исаврийския военачалник Лонгин, брат на предишния император Зенон. Балканските провинции са заплашвани от прабългарите, които нахлуват няколко пъти в Тракия (през 493, 499 и 502 г.)
През 512 г. е изградена стабилна стена, която предпазва Константинопол от зачестилите нападения на прабългари, хуни, славяни и други варварски племена. Укрепленията, останали като т. нар. „Анастасиеви стени“, се простират на около 100 км дължина, от гр. Деркос на Черно море до гр. Силиврия на Мраморно море. По това време е укрепена и частта по долния Дунав (Дунавски лимес).
На Запад Империята сключва съюз с франките, които владеят бившата Римска Галия, признава властта на остготите над Далмация. Анастасий поддържа мир с Готското кралство в Италия и с това на вандалите в Северна Африка, но на източната граница се води война срещу Кавад I от Сасанидска Персия (Анастасиева война 502 – 506 г.). Бойните действия в Северозападна Месопотамия протичат с променлив успех и завършват с възстановяване на статуквото отпреди започването им. Мирът с Персия продължава в следващите 20 години.

От обвиненията, отправяни на Анастасий I от ортодоксалното духовенство, че е последовател на учението на патриарх Евтихий, според което двете природи на Исус – човешка и божествена – се преплитат до такава степен, че започва да доминира божествената, се възползва най-вече наместникът на Мизия и Скития – magister militum Виталиан, стремящ се към трона с помощта на варварски наемници. Обявявайки се в подкрепа на ортодоксалното християнство, магистърът привлича поддръжници сред народа. През 514/515 г. с помощта на прабългарското племе кутригури той опустошава Тракия и стига чак до столицата, където е отблъснат от имперски войски. Въпреки това императорът е принуден да направи някои териториални и парични отстъпки, с които фактически признава независимостта на Виталиан в Мизия. Въстанието не е потушено дори след края на Анастасиевото управление, но при Юстин I водачът му е привикан в столицата, обсипан с почести, а известно време след това - неочаквано убит.
Анастасий умира внезапно на 88 години в императорския дворец, както гласи преданието, от стрес по време на ужасяваща нощна буря на 9 срещу 10 юли 518 г. Погребан е в църквата „Свети Апостоли“ в Константинопол.

## Роднини и наследници
Анастасий I има сестра Цезария и брат Флавий Павел (консул 496 г.) Чичо е на Флавий Хипаций, Флавий Помпей и Флавий Проб (консул 502 г.), но нито един от тях не го наследява, като император. Според легендата, бездетният, или поне без законни синове, Анастасий тайно решава да остави избора си на наследник на случайността и да посочи онзи от племенниците си, който седне на точно определен стол по време на специално свиканото събрание. В крайна сметка Анастасий не посочил никого за свой приемник, което се обяснява с това, че двама от племенниците му седнали заедно един в друг, а третият избрал друго място, с което определеният за наследника стол останал празен.
Наследен е от Флавий Юстин, началник на императорската охрана (excubitores).